# Medicosma mulgraveana
Medicosma mulgraveana är en vinruteväxtart som beskrevs av Thomas Gordon Hartley. Medicosma mulgraveana ingår i släktet Medicosma och familjen vinruteväxter. Inga underarter finns listade i Catalogue of Life.